# Tổ hợp thể thao Salalah
Tổ hợp thể thao Salalah (tiếng Ả Rập: مجمع صلالة الرياضي) hay được biết đến là Tổ hợp Thanh niên (The Youth Complex) (tiếng Ả Rập: المجمع الشبابي), là một sân vận động đa năng thuộc chính phủ ở quận Auwqad, Salalah, Oman. Tổ hợp này thường xuyên được sử dụng cho thi đấu bóng đá và điền kinh. Đây là sân nhà của đội bóng Dhofar, cũng như của Al-Nasr Salalah.

## Tổ hợp thể thao Salalah và Sân vận động Saadah
Sau khi Sân vận động Al-Saadah xây dựng và được hoàn thành gần đây tại quận Al-Saadah của Salalah, rất nhiều trận đấu của các câu lạc bộ như Al-Nasr và Dhofar đã diễn ra ở đó.

## Liên kết mở rộng
- Proposed Plan for the Complex